# Mayfield Heights
Mayfield Heights és una ciutat dels Estats Units a l'estat d'Ohio. Segons el cens del 2000 tenia 19.386 habitants.

## Demografia
Segons el cens del 2000, Mayfield Heights tenia 19.386 habitants, 9.848 habitatges, i 5.042 famílies. La densitat de població era de 1.773,7 habitants/km².
Dels 9.848 habitatges en un 17,9% hi vivien nens de menys de 18 anys, en un 40,1% hi vivien parelles casades, en un 8,2% dones solteres, i en un 48,8% no eren unitats familiars. En el 44,5% dels habitatges hi vivien persones soles el 22,5% de les quals corresponia a persones de 65 anys o més que vivien soles. El nombre mitjà de persones vivint en cada habitatge era d'1,95 i el nombre mitjà de persones que vivien en cada família era de 2,75.
Per edats la població es repartia de la següent manera: un 16,1% tenia menys de 18 anys, un 6,6% entre 18 i 24, un 28,9% entre 25 i 44, un 20,8% de 45 a 60 i un 27,6% 65 anys o més.
L'edat mediana era de 44 anys. Per cada 100 dones de 18 o més anys hi havia 78,9 homes.
La renda mediana per habitatge era de 37.236 $ i la renda mediana per família de 51.132 $. Els homes tenien una renda mediana de 37.358 $ mentre que les dones 29.118 $. La renda per capita de la població era de 24.392 $. Aproximadament el 4,6% de les famílies i el 6,3% de la població estaven per davall del llindar de pobresa.

## Poblacions més properes
El següent diagrama mostra les poblacions més properes.